# Je n'ai pas de chapeau
Pour plus de détails, voir Fiche technique et Distribution.
Je n'ai pas de chapeau (I Haven't Got a Hat) est un cartoon Merrie Melodies réalisé par Isadore Freleng en 1935.
Il s'agit du premier film où apparaît Porky Pig.